# За экраном
«За экраном» (англ. Behind the Screen, другое название — The Pride of Hollywood; 1916) — американский короткометражный художественный фильм, классическая кинокомедия Чарли Чаплина.

## Сюжет
Работяга Давид (Чарли Чаплин) работает на киносъёмках помощником ленивого реквизитора Голиафа (Эрик Кэмпбелл), а начинающая актриса (Эдна Пёрвиэнс) безуспешно пытается получить роль. На площадке одновременно снимаются историческая драма, детектив и комедия положений. Подсобные рабочие объявляют забастовку из-за того, что их разбудили после обеденного перерыва, и отказавшийся бастовать Давид вынужден делать всю работу за десятерых. Своей старательностью и неуклюжестью он создаёт множество смешных ситуаций и в итоге превращает процесс киносъёмки в полнейший хаос. Между тем, он не забывает также о личных делах и взаимно влюбляется в ту самую начинающую актрису. Бастующие готовят акцию протеста — взрыв студии. Но даже динамит не приносит ущерба Давиду, его возлюбленной и их желанию быть полезными кинематографу.

## В ролях
- Чарли Чаплин — Давид, помощник реквизитора
- Эдна Пёрвиэнс — начинающая актриса
- Эрик Кэмпбелл — Голиаф, реквизитор
- Альберт Остин — рабочий сцены / актёр, играющий епископа в исторической драме
- Ллойд Бэкон — режиссёр комедии положений / актёр, играющий мужчину в цилиндре в детективном фильме
- Генри Бергман — режиссёр исторической драмы
- Леота Брайан — актриса, играющая королеву в исторической драме
- Фрэнк Дж. Коулмэн — продюсер
- Джеймс Т. Келли — оператор комедии положений / рабочий сцены
- Шарлотта Мино — актриса, играющая женщину в детективном фильме
- Джон Рэнд — рабочий сцены
- Лео Уайт — рабочий сцены
- Уэсли Рагглз — актёр, играющий мужчину в детективном фильме

## Художественные особенности
Несмотря на общий шаржированный рисунок, Чаплин показал в фильме «Его новая работа», а также в более поздней картине, «За кулисами экрана», жизнь студии того времени во множестве деталей и в общем правдиво… [В последней] высмеивались штампованные приемы комических фильмов: торты с кремом безудержно летели в физиономию реквизитора-гиганта Голиафа, издевающегося над своим помощником Чарли, а также в лица артистов, исполнявших роли епископа, короля и его свиты, придавая безумной феерии определенный социальный смысл.
— А. В. Кукаркин. Чарли Чаплин. — 2-е изд. — М.: Искусство, 1988. — С. 29, 47.

## Интересные факты
- Фильм поставлен Чаплином по контракту со студией «Mutual».
- Фильм вышел на экраны в США 13 ноября 1916 года.
- Фильм выходил в Великобритании под названием «Гордость Голливуда» («The Pride of Hollywood»).
- Эпизод с бастующими подсобными рабочими показывает ироническое отношение Чаплина к методам тогдашней профсоюзной борьбы.
- В британский телефильм «Неизвестный Чаплин» (1983) вошли некоторые чудом сохранившиеся рабочие дубли этого фильма.

## Релиз на видео
С 1990 года фильм выпущен на VHS компанией «Republic Pictures Home Video» в сборниках, позже — на Laserdisc компанией «Image Entertainment».
В 2001 году в России короткометражный фильм выпущен с русскими субтитрами на видеокассетах VHS студией «Интеракт» и компанией «Видеочас» вместе с фильмом «Пожарный», и на DVD вместе с короткометражными фильмами «Пожарный», «Искатель приключений» и полнометражным фильмом «Огни большого города».